# Kevin Larsen
Kevin Ricki Larsen (* 17. Juli 1993 in Kopenhagen) ist ein dänischer Basketballspieler.

## Laufbahn
Larsen spielte zunächst Fußball, mit 15 Jahren begann er mit dem Basketball und spielte beim Kopenhagener Verein Stevnsgade, ehe er nach kurzem Aufenthalt beim Værløse Basketball Klub in die Vereinigten Staaten ging und dort von 2010 bis 2012 an der Montrose Christian School (Bundesstaat Maryland) zur Schule ging und die Basketballmannschaft verstärkte. Seine dortigen Leistungen brachten dem Dänen ein Stipendium für die George Washington University ein, für deren Basketballmannschaft er in der NCAA spielte. Larsen war vier Jahre lang Stammspieler, stand in 133 von 136 Partien in der Anfangsaufstellung und kam auf Mittelwerte von 10,8 Punkte sowie 7,0 Rebounds je Begegnung. Seine besten Werte erreichte er 2015/16, als er in 38 Spielen statistisch 12,3 Punkte und 8,2 Rebounds je Einsatz verbuchte.
Seinen ersten Profivertrag unterschrieb der dänische Innenspieler beim französischen Zweitligisten Lille Metropole Basket. Er brachte es im Spieljahr 2016/17 auf 13 Ligaeinsätze und Mittelwerte von 7,6 Punkten sowie 3,4 Rebounds, trennte sich im Januar 2017 von der Mannschaft und wechselte im selben Monat nach Deutschland in die 2. Bundesliga ProA zum Mitteldeutschen BC. Nach einer Probezeit blieb er letztlich bis zum Ende der Saison 2016/17 beim MBC. Er wurde mit der Mannschaft Meister der ProA und hatte zu diesem Erfolg durchschnittlich 3,8 Punkte und 3,5 Rebounds pro Einsatz (19 Spiele) beigetragen.
In der Sommerpause 2017 unterzeichnete Larsen in seinem Heimatland einen Vertrag bei Horsens IC. Er lieferte in Horsens herausragende Leistungen ab, wurde mit der Mannschaft dänischer Vizemeister und kam in 33 Saisonspielen auf 19,2 Punkte sowie 7,1 Rebounds pro Einsatz. Als Belohnung erhielt Larsen die Auszeichnung als Basketligaen-Spieler des Jahres. Larsen ging anschließend zum spanischen Zweitligisten CB Bilbao Berri. Mit der baskischen Mannschaft gelang ihm der Aufstieg in die höchste Spielklasse des Landes, die Liga ACB. Der Däne brachte es in der Aufstiegssaison auf Mittelwerte von 8,4 Punkten und 4,6 Rebounds je Begegnung.
Er blieb in der zweiten spanischen Liga, indem er sich dem Club Deportivo Maristas in Palencia im Sommer 2019 anschloss. In der Saison 2019/20 war mit 14,2 Punkte je Begegnung bester Korbschütze Palencias. Auch die 6,3 Rebounds pro Partie waren Mannschaftshöchstwert. In der Sommerpause 2020 wurde er vom Ligakonkurrenten Club Baloncesto Breogán verpflichtet. Im Juni 2021 schaffte er mit Breogán den Aufstieg in die Liga ACB. In 36 Einsätzen während der Saison 2020/21 kam Larsen auf durchschnittlich 13,7 Punkte und 5,1 Rebounds je Begegnung. Das Fachmedium eurobasket.com zeichnete ihn als besten Spieler der zweiten spanischen Liga in der Saison 2020/21 aus. In der Liga ACB kam Larsen weniger zur Geltung (6 Spiele: 1,7 Punkte, 2,2 Rebounds/Spiel) und verließ Breogán im Dezember 2021 zum Zweitligisten CB Estudiantes.
Im Sommer 2024 wechselte er innerhalb der zweiten spanischen Liga zu HLA Alicante.

### Nationalmannschaft
Larsen war dänischer U16- und U18-Nationalspieler, 2015 wurde er in die Herrennationalmannschaft berufen.